# Network Audio System
Het Network Audio System (NAS) is een open source client-server audiotransportsysteem. Het kan worden gezien als de audio-equivalent van het X Window System. NAS werkt op Unix en Windows. Het project werd gestart in de vroege jaren negentig. De huidige projectleider is Jon Trulson.